# Mathias Franzén
Karl Gustav Mathias Franzén (* 22. Februar 1975) ist ein ehemaliger schwedischer Handballspieler und ein aktueller Handballtrainer.
Franzén begann mit sechs Jahren das Handballspielen beim HK Aranäs. Im Jahr 1995 wechselte er zum schwedischen Rekordmeister Redbergslids IK, mit dem er insgesamt fünf Meisterschaften gewann. Ebenfalls für Redbergslids waren sein älterer Bruder Mikel und sein Zwillingsbruder Anders aktiv. 2001 wechselte der Außenspieler zum spanischen Spitzenverein FC Barcelona. Mit Barcelona gewann er in der Saison 2002/03 die Meisterschaft und den EHF-Pokal. 2004 schloss sich der gelernte Koch dem deutschen Bundesligisten HSG Nordhorn an. Nach drei Spielzeiten beendete er dort seine Karriere. Zwei Jahre später übernahm Franzén das Traineramt von HK Varberg, der damals in der schwedischen Division 2 spielte. In der Saison 2010/11 gelang Varberg den Aufstieg in die Division 1. Nach der Saison 2011/12 beendete er seiner Trainertätigkeit beim HK Varberg.
Franzén spielte 123-mal für die schwedische Nationalmannschaft, mit der er 2000 und 2002 die Europameisterschaft gewann und sich 1999 den Weltmeistertitel holte. Außerdem gewann der Rechtshänder 2000 bei den olympischen Spielen die Silbermedaille.